# 劉子翊
劉 子翊（りゅう しよく、549年 - 618年）は、北斉から隋にかけての官僚・軍人。本貫は彭城郡彭城県叢亭里。

## 経歴
本節の劉子翊の伝記は『隋書』誠節伝および『北史』節義伝にもとづく。
北斉の徐州司馬の劉徧の子として生まれた。若くして学問を好み、文章の作り方を理解し、性格は剛直で、官吏としての才能があった。北斉に仕えて殿中将軍となった。隋の開皇初年、南和県丞となり、秦州司法参軍事に転じた。598年（開皇18年）、吏部の考功に入り、尚書右僕射の楊素に見出されて、侍御史に抜擢された。ときに永寧県令の李公孝は4歳のときに母を失い、9歳のときに継母が迎えられていた。その後に李公孝の父はさらに別の後妻を迎えて、この女性が亡くなった。劉炫は李公孝の継母に撫育の恩がないことを理由に、李公孝を解任しなかった。子翊は「継母は母と同じだ」と反論して、子翊の意見が採用された。
仁寿年間、子翊は新豊県令となり、有能なことで知られた。607年（大業3年）、大理正に任じられた。治書侍御史に抜擢され、朝廷で議論するたびに、子翊の分析は人々の意表を突くものが多かった。
煬帝に従って江都に下向した。天下は混乱したが、煬帝はその非を悟らなかったので、子翊はそばで強く諫めた。煬帝の意に逆らったことから、子翊は丹陽留守を命じられた。まもなく運送の監督のため長江上流に派遣されて、呉棊子の反乱軍に捕らえられた。子翊は呉棊子を説得して、官に投降させた。子翊はまた別の反乱軍を投降させるべく長江を渡った。ときに煬帝が宇文化及らに殺害され、反乱軍がこれを知って子翊に告げた。子翊は信じず、発言者を斬った。反乱軍は子翊に反乱の首領になるよう求めたが、子翊は従わなかった。反乱軍は子翊を捕らえて臨川城下に連行し、城中に煬帝の死を告げさせようとしたが、子翊はその言にそむいて、殺害された。享年は70。

## 異説
『旧唐書』林士弘伝および『新唐書』林士弘伝によると、前節に紹介した子翊の晩年とは異なる経緯がみられる。
615年（大業11年）、鄱陽郡鄱陽県の操師乞が反乱を起こし、元興王を自称した。616年（大業12年）、操師乞は豫章郡を攻め落としてここに拠り、同郷の林士弘を大将軍とした。隋の治書侍御史劉子翊が軍を率いて反乱を討ち、操師乞は矢に当たって戦死した。林士弘が代わって反乱軍の統率を引き継ぐと、子翊と彭蠡湖で戦って隋軍を破り、子翊はここに死んだという。

## 伝記資料
- 『隋書』巻71 列伝第36
- 『北史』巻85 列伝第73
- 『旧唐書』巻56 列伝第6
- 『新唐書』巻87 列伝第12